# Cole (Familienname)
Cole ist ein Familienname.

## Namensträger

### A
- A. Thomas Cole (Andrew Thomas Cole; * 1933), US-amerikanischer klassischer Philologe
- Adam Cole (* 1989), US-amerikanischer Wrestler
- Adeola Aboyade-Cole (1950–1989), nigerianischer Hürdenläufer und Stabhochspringer
- Al Cole (Alfred Cole; * 1964), US-amerikanischer Boxer
- Alan Cole (* 1950), jamaikanischer Fußballspieler
- Albert M. Cole (1901–1994), US-amerikanischer Politiker
- Alexis Cole (* 1976), US-amerikanische Jazzsängerin
- Allan Cole (1943–2019), US-amerikanischer Autor
- Alphaeus Philemon Cole (1876–1988), US-amerikanischer Künstler
- Amie Joof Cole (* 1952), gambische Rundfunkjournalistin
- Andrew Cole (* 1971), englischer Fußballspieler
- Angela Cole (* 1984), US-amerikanische Schauspielerin
- Ann Cole (1934–1986), US-amerikanische R&B- und Gospel-Sängerin
- Anna Russell Cole (1846–1926), US-amerikanische Philanthropin
- Ashley Cole (* 1980), englischer Fußballspieler

### B
- Babette Cole (1950–2017), britische Schriftstellerin
- Bernard Cole (1911–1982), US-amerikanischer Fotograf
- Bill Cole  (* 1937), US-amerikanischer Jazzmusiker, Musikethnologe und Hochschullehrer
- Billy Cole (* 1965), britischer Kugelstoßer
- Bobby Cole (Musiker) (Robert Kane Sarnicole; 1932–1996), US-amerikanischer Pianist und Sänger
- Bobby Cole (Golfspieler) (Robert Eric Cole; * 1948), südafrikanischer Golfspieler
- Bobby Cole (Komponist), britischer Filmkomponist
- Brendan Cole (Tänzer) (* 1976), neuseeländischer Tänzer
- Brendan Cole (Leichtathlet) (* 1981), australischer Hürdenläufer
- Bridget Savage Cole, US-amerikanische Filmregisseurin und Drehbuchautorin
- Briony Cole (* 1983), australische Wasserspringerin
- Bruce Cole (1938–2018), US-amerikanischer Kunsthistoriker
- Buddy Cole (1916–1964), US-amerikanischer Musiker

### C
- Carlton Cole (* 1983), englischer Fußballspieler
- Carolyn Cole (* 1961), US-amerikanische Fotografin
- Carroll Cole (1938–1985), US-amerikanischer Serienmörder
- Cecilia Cole (1921–2006), gambische Lehrerin und Politikerin
- Charles W. Cole (1906–1978), US-amerikanischer Historiker und Hochschullehrer
- Charlie Cole (Fotograf) (1955–2019), US-amerikanischer Fotograf
- Charlie Cole (Ruderer) (* 1986), US-amerikanischer Ruderer
- Charlie Cole (Kameramann), US-amerikanischer Kameramann
- Cheryl Cole (* 1983), britische Popsängerin
- Chris Cole (* 1982), US-amerikanischer Profi-Skateboarder
- Christina Cole (* 1982), britische Schauspielerin
- Christopher Okoro Cole (1921–1990), Generalgouverneur, kurzzeitig Staatspräsident von und Minister in Sierra Leone
- Claudiana Cole (* 1958), gambische Politikerin
- Cornelius Cole (1822–1924), US-amerikanischer Politiker
- Courtney Cox Cole (1971–2019), US-amerikanischer Baseballspieler
- Cozy Cole (1906–1981), US-amerikanischer Swing-Schlagzeuger
- Cyrenus Cole (1863–1939), US-amerikanischer Politiker

### D
- Dan Cole (* 1987), englischer Rugbyspieler
- Danton Cole (* 1967), US-amerikanischer Eishockeyspieler und -trainer
- David Cole (Schauspieler) (1936–2007), britischer Schauspieler
- David Cole (Musikproduzent) (1962–1995), US-amerikanischer Musikproduzent
- David Cole (Holocaustleugner) (* 1971), US-amerikanischer Holocaustleugner
- David Cole (Badminton) (* 1973), maltesischer Badmintonspieler
- David D. Cole (* 1958), US-amerikanischer Jura-Professor am Georgetown University Law Center
- David J. Cole-Hamilton (* 1948), britischer Chemiker
- Derek Cole (* 1951), britischer Sprinter
- Deon Cole (* 1972), US-amerikanischer Filmschauspieler, Comedian und Drehbuchautor
- Desmond Thorne Cole (1922–2018), südafrikanischer Sprachwissenschaftler und Spezialist für die Pflanzengattung Lithops
- Devante Cole (* 1995), englischer Fußballspieler
- Donald Cole (Botaniker) (* 1925), Botaniker
- Donald B. Cole (1922–2013), US-amerikanischer Historiker
- Donald Powell Cole (* 1941), Anthropologe
- Duncan Cole (1958–2014), neuseeländischer Fußballspieler
- Dylan Cole, US-amerikanischer Szenenbildner

### E
- Ed Cole (1909–1977), US-amerikanischer Erfinder und Automobilingenieur
- Emerson Cole (1927–2019), US-amerikanischer American-Football-Spieler
- Eric Kirkham Cole (1901–1966), britischer Unternehmer, siehe EKCO
- Erik Cole (* 1978), US-amerikanischer Eishockeyspieler
- Ernest Cole (1940–1990), südafrikanischer Fotograf
- Everett B. Cole (1910–2001), US-amerikanischer Science-Fiction-Autor

### F
- Fanny Cole (1860–1913), neuseeländische Schulleiterin, Prohibitionistin, Frauenrechtlerin und von 1906 bis 1913 Präsidentin der Women’s Christian Temperance Union of New Zealand
- Fay-Cooper Cole (1881–1961), US-amerikanischer Anthropologe
- Finn Cole (* 1995), britischer Schauspieler
- Frank Nelson Cole (1861–1926), amerikanischer Mathematiker
- Frank Raymond Cole (1892–1988), amerikanischer Insektenkundler
- Freddy Cole (Lionel Frederick „Freddy“ Cole; 1931–2020), US-amerikanischer Jazz-Pianist und Sänger

### G
- Gamba Cole (* 1992), britischer Schauspieler
- Gary Cole (1954–2016), US-amerikanischer Basketballspieler, siehe Abdul Jeelani
- Gary Cole (* 1956), US-amerikanischer Schauspieler
- Gary Cole (Fußballspieler) (* 1956), australischer Fußballspieler
- Gene Cole (1928–2018), US-amerikanischer Sprinter
- George Cole (George Edward Cole; 1925–2015), britischer Schauspieler
- George Douglas Howard Cole (1889–1959), britischer Politik- und Wirtschaftswissenschaftler, Historiker und Krimiautor
- George Edward Cole (1826–1906), US-amerikanischer Politiker
- George James Cole, Baron Cole (1906–1979), aus Australien stammender britischer Unternehmer, Wirtschaftsmanager und Politiker
- Gracie Cole (1924–2006), britische Jazz- und Unterhaltungsmusikerin

### H
- Hal Cole (1912–1970), US-amerikanischer Rennfahrer
- Henry Cole (1808–1882), auch  Felix Summerly, englischer Staatsbeamter
- Holly Cole (* 1963), kanadische Jazzsängerin

### I
- Ian Cole (* 1989), US-amerikanischer Eishockeyspieler
- Isabel Fargo Cole (* 1973), in Deutschland lebende US-amerikanische Schriftstellerin und Übersetzerin

### J
- J. Cole (Jermaine Lamarr Cole; * 1985), US-amerikanischer Rapper
- Jack Cole (Choreograf) (1911–1974), US-amerikanischer Tänzer und Choreograf
- Jack Cole (Comiczeichner) (1914–1958), US-amerikanischer Comiczeichner
- James Cole (* 1988), britischer Rennfahrer
- James M. Cole (* 1952), US-amerikanischer Jurist
- Janet Cole (1922–2002), US-amerikanische Schauspielerin, siehe Kim Hunter
- Janet Cole (Filmproduzentin), US-amerikanische Produzentin
- Jasper Cole (* 1964), US-amerikanischer Schauspieler, Produzent und Moderator
- Jayden Cole (* 1985), US-amerikanische Pornodarstellerin und Schauspielerin
- Joe Cole (* 1981), englischer Fußballspieler
- Joe Cole (Schauspieler) (* 1988), britischer Schauspieler
- Joe Robert Cole (* 1980), US-amerikanischer Drehbuchautor
- John Cole (Politiker), maltesischer Politiker
- John Cole (Journalist) (1927–2013), britischer Journalist
- John Cole (Geograph) (1928–2020), britischer Geograph
- John Cole (Bobfahrer), US-amerikanischer Bobfahrer
- John Cole (Rugbyspieler) (* 1946), australischer Rugby-Union-Spieler
- John T. Cole (1895–1975), US-amerikanischer Brigadegeneral
- Johnnetta Cole (* 1936), US-amerikanische Anthropologin und Museumsdirektorin
- Jonathan Cole (Komponist) (* 1970), britischer Komponist
- Jonathan R. Cole (* 1942), US-amerikanischer Soziologe
- Joseph Foxcroft Cole (1837–1892), US-amerikanischer Landschaftsmaler
- Joseph Greenleaf Cole (1806–1858), US-amerikanischer Porträtmaler
- Juan Cole (* 1952), US-amerikanischer Historiker
- Julian Cole (1925–1999), US-amerikanischer Mathematiker
- June Cole (1903–1960), US-amerikanischer Jazzmusiker
- Justine Cole (* 1948), US-amerikanische Schriftstellerin, siehe Susan Elizabeth Phillips

### K
- K. C. Cole (* 1946), US-amerikanische Wissenschaftsjournalistin und Schriftstellerin
- Keelan Cole (* 1993), US-amerikanischer American-Football-Spieler
- Kemar Bailey-Cole (* 1992), jamaikanischer Leichtathlet
- Kenneth Stewart Cole (1900–1984), US-amerikanischer Biophysiker
- Keyshia Cole (* 1981), US-amerikanische Sängerin
- Kresley Cole, US-amerikanische Schriftstellerin
- Kyla Cole (* 1978), slowakisches Modell

### L
- Larry Cole (* 1946), US-amerikanischer American-Football-Spieler
- Laurence Cole (* 1968), britischer Historiker
- Leanne Cole, australische Filmeditorin
- Leslie Cole (* 1987), US-amerikanische Sprinterin
- Lester Cole (1904–1985), US-amerikanischer Drehbuchautor
- Lewis Gregory Cole (1874–1954), US-amerikanischer Radiologe
- Lily Cole (* 1987), englisches Model
- Lisa Cole (Fußballtrainerin) (* 1973), US-amerikanische Fußballtrainerin
- Lisa Cole (Schauspielerin), US-amerikanische Schauspielerin und Podcasterin
- Lisa Cole Zimmerman (* 1969), US-amerikanische Fußballspielerin
- Lloyd Cole (* 1961), englischer Sänger (Lloyd Cole and the Commotions)
- Lorraine Cole (* 1967), englische Badmintonspielerin
- Louis Cole (Webvideoproduzent) (* 1983), englischer Filmemacher und Vlogger
- Louis Cole (Musiker) (* im 20. Jahrhundert), US-amerikanischer Musiker
- Lowry Cole (1772–1842), britischer Gouverneur in der südafrikanischen Kapkolonie

### M
- Madelyn Cole (* 1997), US-amerikanische Volleyballspielerin
- Margaret Cole (1893–1980), britische sozialistische Politikerin
- Mark Cole (Politiker) (* 1958), US-amerikanischer Politiker
- Mark D. Cole (* 1972), britischer Rechtswissenschaftler
- Martin Cole (1931–2015), britischer Sexualwissenschaftler
- Martina Cole (* 1959), englische Schriftstellerin
- Mason Cole (* 1996), US-amerikanischer American-Football-Spieler
- Megan Cole, Schauspielerin
- Michael Cole (Psychologe) (* 1938), US-amerikanischer Psychologe
- Michael Cole (Schauspieler) (1940–2024), US-amerikanischer Schauspieler
- Michael Cole (Journalist) (Michael Sean Coulthard; * 1968), US-amerikanischer Journalist und Wrestlingkommentator
- Mitchell Cole (1985–2012), englischer Fußballspieler
- MJ Cole (* 1973), britischer Musikproduzent

### N
- Naida Cole (* 1974), kanadisch-amerikanische Pianistin und Flötistin
- Nancy Cole (1902–1991), US-amerikanische Mathematikerin und Hochschullehrerin
- Nat King Cole (Nathaniel Adams Coles; 1919–1965), US-amerikanischer Jazzmusiker
- Natalie Cole (1950–2015), US-amerikanische Sängerin und Schauspielerin
- Nathan Cole (1825–1904), US-amerikanischer Politiker
- Nigel Cole (* 1959), britischer Regisseur
- Norris Cole (* 1988), US-amerikanischer Basketballspieler

### O
- Olivia Cole (1942–2018), US-amerikanische Schauspielerin
- Orlando Cole (1908–2010), US-amerikanischer Cellist und Musikpädagoge
- Orsamus Cole (1819–1903), US-amerikanischer Politiker
- Oviatt Cole (1809–1878), US-amerikanischer Politiker

### P
- Paul Cole (Reitsporttrainer) (* 1941), britischer Reitsporttrainer
- Paul Cole (Musiker) (* 1984), US-amerikanischer Musiker und Schauspieler
- Paula Cole (* 1968), US-amerikanische Sängerin
- Peter Cole (Schriftsteller) (* 1957), US-amerikanischer Schriftsteller und Übersetzer
- Peter Cole (Basketballspieler) (* 1960), US-amerikanisch-deutscher Basketballspieler
- Peter Cole (Historiker) (* vor 1970), US-amerikanischer Historiker und Hochschullehrer
- Peter D. Cole (* 1947), australischer Zeichner und Bildhauer

### R
- R. Clint Cole (Raymond Clinton Cole; 1870–1957), US-amerikanischer Politiker
- Ralph D. Cole (1873–1932), US-amerikanischer Politiker
- Richie Cole (1948–2020), US-amerikanischer Jazz-Altsaxophonist
- Robert George Cole (1915–1944), US-amerikanischer Lieutenant Colonel
- Robert H. Cole (1914–1990), US-amerikanischer Biophysiker, Mitentwickler des Cole-Cole-Diagramms
- Robert Taylor Cole (1905–1991), US-amerikanischer Politikwissenschaftler
- Robert William Cole (1869–1937), britischer Schriftsteller und Fotograf
- Rosetter Gleason Cole (1866–1952), US-amerikanischer Komponist
- Rufus Cole (1872–1966), US-amerikanischer Internist
- Rupert Cole (1909–??), trinidadischer Musiker

### S
- Shannon Cole (* 1985), australischer Fußballspieler
- Shaun Cole (* 1963), britischer Astronom
- Shelly Cole (* 1975), US-amerikanische Schauspielerin
- Sheyi Cole (* 1999), britischer Schauspieler
- Sonia Nassery Cole (* 1965), afghanisch-amerikanische Regisseurin und Menschenrechtsaktivistin
- Stanley Cole (1945–2018), US-amerikanischer Wasserballspieler
- Stephanie Cole (* 1941), englische Schauspielerin

- Stephen Cole (Soziologe) (1941–2018), US-amerikanischer Soziologe
- Stephen Cole (Schulleiter) (* 1952), britischer Schulleiter
- Stephen Cole (Moderator) (* 1954), britischer Moderator
- Stephen Cole (Autor) (* 1971), britischer Autor
- Stephen V. Cole, US-amerikanischer Spieledesigner
- Steve Cole (Schriftsteller) (auch Stephen Cole; * 1971), britischer Schriftsteller
- Steve Cole (* 1949), US-amerikanischer Opernsänger (Tenor), siehe Steven Cole (Sänger)
- Steven Cole (Sänger) (auch Steve Cole; * 1949), US-amerikanischer Opernsänger (Tenor)
- Steven Cole (Schauspieler) (* 1982), englischer Schauspieler
- Stewart T. Cole (Stewart Thomas Cole; * 1955), britischer Mikrobiologe
- Stranger Cole (Wilburn Theodore Cole; * 1942), jamaikanischer Komponist und Sänger
- Syn Cole (* 1988), estnischer DJ und Musikproduzent

### T
- Taylor Cole (* 1984), US-amerikanische Schauspielerin
- Teju Cole (* 1975), nigerianisch-amerikanischer Schriftsteller
- Tess Kirsopp-Cole (* 1999), australische Mittelstreckenläuferin
- Theodor C. H. Cole (* 1954), US-amerikanischer Naturwissenschaftler und Verfasser mehrerer deutsch-englischer Fachwörterbücher
- Theodore Cole (um 1910–1937?), US-amerikanischer Bankräuber
- Thomas Cole (1801–1848), US-amerikanischer Maler
- Tim Cole (* 1950), deutsch-amerikanischer Internet-Publizist, Kolumnist und Buchautor
- Tom Cole (Rennfahrer) (1922–1953), US-amerikanischer Rennfahrer
- Tom Cole (Drehbuchautor) (1933–2009), US-amerikanischer Drehbuchautor
- Tom Cole (Politiker) (* 1949), US-amerikanischer Politiker
- Tony Cole (Badminton), englischer Badmintonspieler
- Tony Cole (Spezialeffektkünstler), Spezialeffektkünstler
- Tosin Cole (* 1992), britischer Schauspieler
- Tyler Cole (Schauspieler) (* 1985), US-amerikanischer Schauspieler, Synchronsprecher, Produzent, Regisseur, Drehbuchautor und Kameramann
- Tyler Cole (Musiker) (* 1998), US-amerikanischer Sänger und Musiker
- Tyler Cole (Radsportler) (* 1999), trinidadischer Radrennfahrer

### V
- Vanessa Cole, neuseeländische Szenenbildnerin
- Vinson Cole (* 1950), US-amerikanischer Opernsänger (Tenor)
- Volley Cole (1931–2022), US-amerikanischer Rennrodler, Rennrodeltrainer und -funktionär

### W
- Warren Cole (1940–2019), neuseeländischer Ruderer
- Warren Henry Cole (* 1898), Mitarbeiter von Evarts A. Graham, mit dem er 1924 die Röntgendarstellung der Gallenblase mit Kontrastmittel einführte
- William Cole (Dekan) (um 1530–1600), englischer Geistlicher, Dekan von Lincoln und Hochschullehrer
- William Cole (Offizier) (um 1575–1653), englischer Offizier
- William Cole (Botaniker) (1626–1662), englischer Botaniker
- William Cole (Antiquar) (1714–1782), englischer Geistlicher, Historiker und Antiquar
- William Cole, 1. Earl of Enniskillen (1736–1803), irischer Adliger und Politiker
- William Cole (Philologe) (1753–1806), britischer Altphilologe und Autor
- William Cole (Seemann) (1762–1833), britischer Seemann auf der Bounty
- William Cole, 3. Earl of Enniskillen (1807–1886), irischer Adliger und Politiker
- William Cole (Musiker) (1909–1997), englischer Komponist und Dirigent
- William Carey Cole (1868–1935), US-amerikanischer Marineoffizier
- William Clay Cole (1897–1965), US-amerikanischer Politiker
- William E. Cole (1874–1953), US-amerikanischer Heeresoffizier
- William Hinson Cole (1837–1886), US-amerikanischer Politiker
- William Purington Cole (1889–1957), US-amerikanischer Politiker
- William Sterling Cole (1904–1987), US-amerikanischer Jurist, Politiker und Generaldirektor der Internationalen Atomenergie-Organisation
- William Storrs Cole (1902–1989), US-amerikanischer Paläontologe und Geologe

### X
- Xhosa Cole (* 1997), britischer Jazzmusiker